# Sint-Jozefkerk (Heeg)
De Sint-Jozefkerk is een rooms-katholieke kerk in Heeg.

## Beschrijving
De neogotische kerk uit 1876 werd ontworpen door de architect Pierre Cuypers en was de vijfde van de in totaal zeven neogotische kerken die hij in Friesland bouwde. Hij moest echter wel enkele elementen uit het ontwerp van concurrent Alfred Tepe overnemen. De kerk aan de Harinxmastrjitte is een eenbeukige kruiskerk.
Het interieur (kansel en hoogaltaar) is ook neogotisch. De gebrandschilderde ramen zijn gemaakt door Atelier F. Nicolas en Zonen.

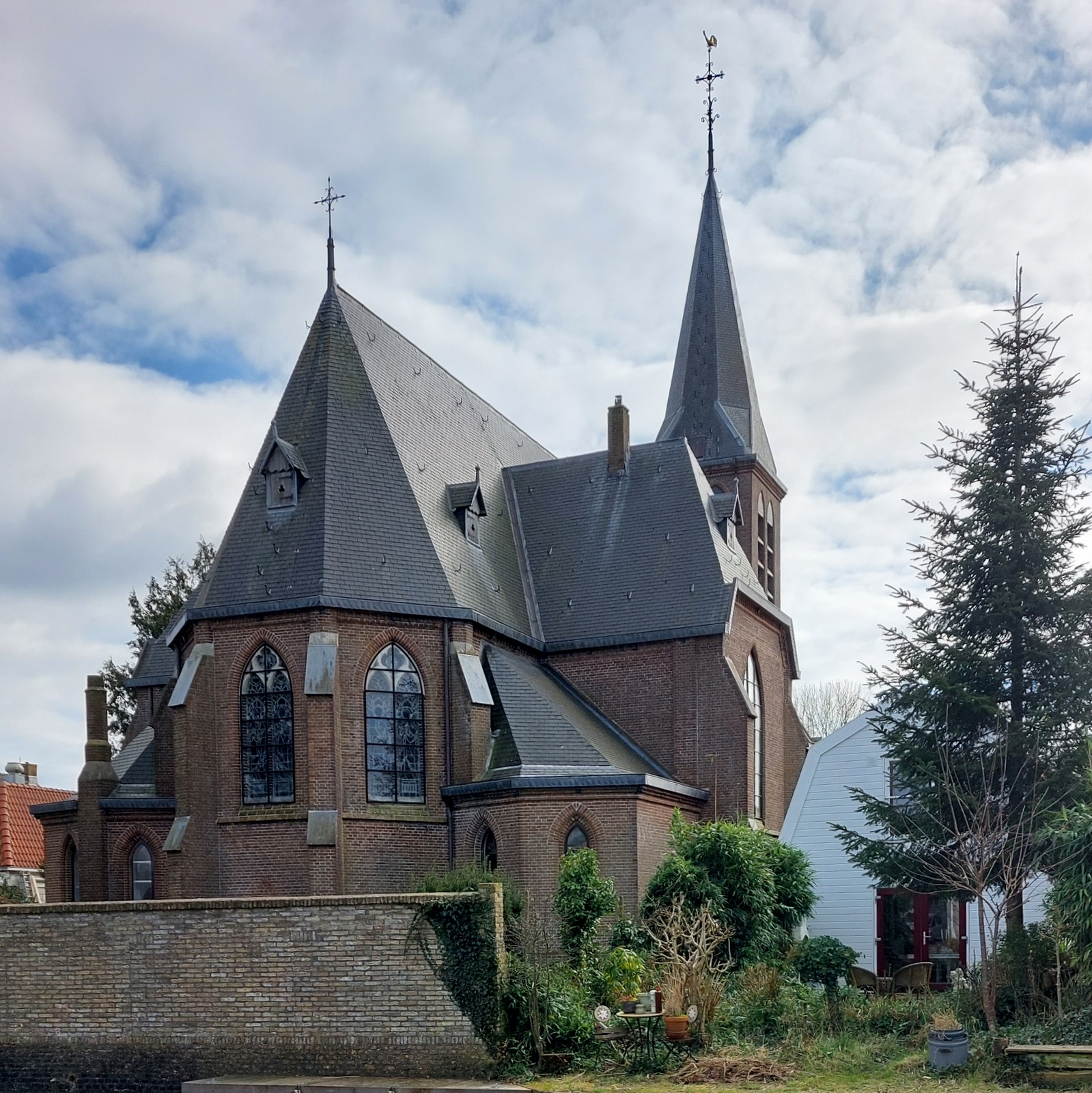
kerk in 2022

In Heeg staan nog twee kerken: De Haghakerk (aan de Tsjerkebuorren) en de Ichthuskerk die ontworpen werd door Tjeerd Kuipers.
Sint-Bonifatiuskerk (Dokkum) · 
Sint-Bonifatiuskerk (Leeuwarden) · 
Sint-Clemenskerk · 
Sint-Franciscuskerk (1865) · 
Sint-Fredericuskerk ·
Sint-Jozefkerk · 
Sint-Ludgeruskerk · 
Sint-Martinuskerk (Roodhuis) · 
Sint-Martinuskerk (Sneek) ·
Sint-Michaëlskerk ·
Sint-Nicolaaskerk ·
Sint-Odulphuskerk · 
Sint-Vituskerk · 
Sint-Werenfriduskerk ·
Sint-Willibrorduskerk · 
Sint-Wirokerk · 
Ten Hemelopnemingkerk
Kerken in Friesland